# 日本の鉄道駅一覧 ま
| あ | い | う-え   | お        | か    | き | く-け |
| こ | さ | し-しも | しや-しん | す-そ | た | ち-て |
| と | な | に      | ぬ-の     | は    | ひ | ふ-ほ |
| ま | み | む-も   | や-わ行   |       |    |       |

日本の鉄道駅一覧 まは、日本の鉄道駅のうち、まで始まるものの一覧である。

## ま

### まあ-まお
- 舞岡駅（まいおかえき）
- 舞子駅（まいこえき）
- 舞子公園駅（まいここうえんえき）
- 舞阪駅（まいさかえき）
- 蒔田駅（まいたえき・横浜市営地下鉄ブルーライン）
- 舞田駅（まいたえき・上田電鉄別所線）
- 馬出九大病院前駅（まいだしきゅうだいびょういんまええき）
- 舞浜駅（まいはまえき）
- 米原駅（まいばらえき）
- 舞松原駅（まいまつばらえき）
- 前潟駅（まえがたえき）
- 前川駅 (千葉県)（まえかわえき・京葉臨海鉄道臨海本線）
- 前川駅 (新潟県)（まえかわえき・東日本旅客鉄道信越本線）
- 前郷駅（まえごうえき）
- 前沢駅（まえさわえき）
- 前空駅（まえぞらえき）
- 前田南駅（まえだみなみえき）
- 前之浜駅（まえのはまえき）
- 前橋駅（まえばしえき）
- 前橋大島駅（まえばしおおしまえき）
- 前畑停留場（まえはたていりゅうじょう）
- 前浜駅（まえはまえき）
- 前原駅（まえばらえき）
- 前平公園駅（まえひらこうえんえき）
- 前谷地駅（まえやちえき）
- 前山駅（まえやまえき）
- 馬下駅（まおろしえき）

### まか-まこ
- 馬替駅（まがええき）
- 勾金駅（まがりかねえき）
- 曲沢駅（まがりさわえき）
- 巻駅（まきえき・東日本旅客鉄道越後線）
- 牧駅 (京都府)（まきえき・京都丹後鉄道宮福線）
- 牧駅 (大分県)（まきえき・九州旅客鉄道日豊本線）
- 牧落駅（まきおちえき）
- 牧志駅（まきしえき）
- マキノ駅（西日本旅客鉄道湖西線）
- 牧野駅（まきのえき・京阪本線）
- 牧之郷駅（まきのこうえき）
- 巻向駅（まきむくえき）
- 牧山駅（まきやまえき）
- 馬来田駅（まくたえき）
- 幕張駅（まくはりえき）
- 幕張豊砂駅（まくはりとよすなえき）
- 幕張本郷駅（まくはりほんごうえき）
- 幕別駅（まくべつえき）
- 真倉駅（まぐらえき）
- 枕崎駅（まくらざきえき）
- 真駒内駅（まこまないえき）
- 馬込駅（まごめえき）
- 馬込沢駅（まごめざわえき）

### まさ-まそ
- 真幸駅（まさきえき・九州旅客鉄道肥薩線）
- 松前駅（まさきえき・伊予鉄道郡中線）
- 真申駅（まさるえき）
- 馬路駅（まじえき）
- 益子駅（ましこえき）
- 間島駅（まじまえき）
- 摩周駅（ましゅうえき）
- 鱒浦駅（ますうらえき）
- 増尾駅（ますおえき・東武野田線）
- 益生駅（ますおえき・近鉄名古屋線）
- 真菅駅（ますがえき）
- 升形駅（ますかたえき）
- 枡形停留場（ますがたていりゅうじょう）
- 鱒沢駅（ますざわえき）
- 益田駅（ますだえき）

### また-まと
- 馬田駅（まだえき）
- 真滝駅（またきえき）
- 町方駅（まちかたえき）
- 町田駅（まちだえき）
- 町屋駅（まちやえき）
- 町屋駅前停留場（まちやえきまえていりゅうじょう）
- 町屋二丁目停留場（まちやにちょうめていりゅうじょう）
- 松井田駅（まついだえき）
- 松井山手駅（まついやまてえき）
- 松浦駅（まつうらえき）
- 松浦発電所前駅（まつうらはつでんしょまええき）
- 松江駅（まつええき）
- 松江イングリッシュガーデン前駅（まつえイングリッシュガーデンまええき）
- 松江しんじ湖温泉駅（まつえしんじこおんせんえき）
- 松江フォーゲルパーク駅（まつえフォーゲルパークえき）
- 松尾駅 (千葉県)（まつおえき・東日本旅客鉄道総武本線）
- 松尾駅 (三重県)（まつおえき・近鉄志摩線）
- 松尾駅 (長崎県)（まつおえき・島原鉄道）
- 松岡駅（まつおかえき）
- 松尾大社駅（まつおたいしゃえき）
- 松尾八幡平駅（まつおはちまんたいえき）
- 松ケ浦駅（まつがうらえき）
- 松ヶ崎駅 (三重県)（まつがさきえき・近鉄山田線）
- 松ヶ崎駅 (京都府)（まつがさきえき・京都市営地下鉄烏丸線）
- 松風町停留場（まつかぜちょうていりゅうじょう）
- 松神駅（まつかみえき）
- 松が谷駅（まつがやえき）
- 松川駅（まつかわえき）
- 松川町停留場（まつかわちょうていりゅうじょう）
- 松岸駅（まつぎしえき）
- 松木平駅（まつきたいえき）
- 松草駅（まつくさえき）
- 松倉駅（まつくらえき）
- 松阪駅（まつさかえき）
- 松崎駅 (鳥取県)（まつざきえき・西日本旅客鉄道山陰本線）
- 松崎駅 (福岡県)（まつざきえき・甘木鉄道甘木線）
- 松下駅（まつしたえき）
- 松島駅（まつしまえき）
- 松島海岸駅（まつしまかいがんえき）
- 松島二丁目駅（まつしまにちょうめえき）
- 松田駅（まつだえき）
- まつだい駅
- 松田町停留場（まつだちょうていりゅうじょう）
- 真土駅（まつちえき）
- 松塚駅（まつづかえき）
- 松戸駅（まつどえき）
- 松任駅（まっとうえき）
- 松戸新田駅（まつどしんでんえき）
- 松永駅（まつながえき）
- 松尾寺駅（まつのおでらえき）
- 松ノ浜駅（まつのはまえき）
- 松ノ馬場駅（まつのばんばえき）
- 松葉駅（まつばえき）
- 松橋駅（まつばせえき）
- 松原駅 (東京都)（まつばらえき・東急世田谷線）
- 松原駅 (長崎県)（まつばらえき・九州旅客鉄道大村線）
- 松原湖駅（まつばらこえき）
- 松久駅（まつひさえき）
- 松飛台駅（まつひだいえき）
- 松丸駅（まつまるえき）
- 松虫停留場（まつむしていりゅうじょう）
- 松本駅（まつもとえき）
- まつもと町屋駅（まつもとまちやえき）
- 松森駅（まつもりえき）
- 松山駅 (愛媛県)（まつやまえき・四国旅客鉄道予讃線）
- 松山駅 (福岡県)（まつやまえき・平成筑豊鉄道糸田線）
- 松山貨物駅（まつやまかもつえき）
- 松山市駅（まつやましえき）
- 松山市駅停留場（まつやましえきていりゅうじょう）
- 松屋町駅（まつやまちえき）
- 松山町駅（まつやままちえき・東日本旅客鉄道東北本線）
- 間藤駅（まとうえき）
- 的形駅（まとがたえき）
- 的場駅（まとばえき）
- 的場町停留場（まとばちょうていりゅうじょう）

### まな-まの
- 間内駅（まないえき）
- 馬流駅（まながしえき）
- 万能倉駅（まなぐらえき）
- 真鶴駅（まなづるえき）
- 馬庭駅（まにわえき）

### まは-まほ
- 馬橋駅（まばしえき）
- 馬堀海岸駅（まぼりかいがんえき）

### まま-まも
- 間々田駅（ままだえき）
- 真室川駅（まむろがわえき）

### まや-まよ
- 摩耶駅（まやえき）
- 摩耶ケーブル駅（まやケーブルえき）

### まら-まろ
- マリンパーク駅
- 丸尾駅（まるおえき）
- 丸岡駅（まるおかえき）
- 丸亀駅（まるがめえき）
- 丸瀬布駅（まるせっぷえき）
- 丸太町駅（まるたまちえき）
- 丸の内停留場（まるのうちていりゅうじょう・富山地方鉄道富山市内軌道線）
- 丸の内駅（まるのうちえき・名古屋市営地下鉄鶴舞線・桜通線）
- 丸ノ内駅（まるのうちえき・名鉄名古屋本線）
- 丸渕駅（まるぶちえき）
- 丸森駅（まるもりえき）
- 丸山駅 (埼玉県)（まるやまえき・埼玉新都市交通伊奈線）
- 丸山駅 (三重県)（まるやまえき・伊賀鉄道伊賀線）
- 丸山駅 (兵庫県)（まるやまえき・神戸電鉄有馬線）
- 円山公園駅（まるやまこうえんえき）
- 丸山下駅（まるやましたえき）
- 稀府駅（まれっぷえき）

### まわ-まん
- 万ケ塚駅（まんがつかえき）
- 万願寺駅（まんがんじえき）
- 万石浦駅（まんごくうらえき）
- 万座・鹿沢口駅（まんざ・かざわぐちえき）
- 万富駅（まんとみえき）
- 万場駅（まんばえき）